# Bauhaus: una nueva era (miniserie)
Bauhaus: una nueva era (título original Die Neue Zeit) es una miniserie televisiva alemana creada y dirigida por Lars Kraume. Narra los inicios de la Escuela de la Bauhaus, fundada en 1919.

## Sinopsis
En 1963, la periodista Stine Branderup entrevista al arquitecto Walter Gropius, fundador de la Bauhaus, para la revista Vanity Fair. Allí, Branderup lo acusa de no cumplir con la promesa de igualdad de trato y oportunidades para hombres y mujeres en la Bauhaus. Gropius relata los sucesos ocurridos entre 1919 y 1925, desde la fundación de la Bauhaus en Weimar, luego del fin de la Primera Guerra Mundial, hasta el traslado forzoso a Dessau en 1925. La serie narra los primeros años en la Bauhaus de mujeres como Dörte Helm y Gunta Stölzl quienes se convirtieron en importantes artistas.

## Elenco y personajes
- August Diehl como Walter Gropius
- Anna Maria Mühe como Dörte Helm
- Trine Dyrholm como Stine Branderup
- Valerie Pachner como Gunta Stölzl
- Ludwig Trepte como Marcel Breuer
- Sven Schelker como Johannes Itten
- Alexander Finkenwirth como Johannes Auerbach
- Corinna Kirchhoff como Baronesse von Freytag-Loringhoven
- Yannic Becker como Druckereistudent Dirk
- Chris Dick como Joost Schmidt
- Sebastian Blomberg como Max Greil
- Birgit Minichmayr como Alma Mahler

## Episodios
|    | Título               | Fecha de emisión original | Duración   |
| -- | -------------------- | ------------------------- | ---------- |
| 1. | Después de la guerra | 5 de septiembre de 2019   | 45 minutos |
| 2. | El príncipe de Tebas | 5 de septiembre de 2019   | 45 minutos |
| 3. | Los caídos de marzo  | 5 de septiembre de 2019   | 43 minutos |
| 4. | La clase de mujeres  | 12 de septiembre de 2019  | 42 minutos |
| 5. | El juzgado de honor  | 12 de septiembre de 2019  | 46 minutos |
| 6. | El final en Weimar   | 12 de septiembre de 2019  | 42 minutos |

## Producción
La serie se rodó del 3 de septiembre de 2018 al 20 de diciembre de 2018 en Weimar, Berlín, Potsdam, Münster, Wuppertal y Colonia, entre otros.